# César Ier de Guastalla
César de Gonzague (né le 6 septembre 1536, à Mantoue, ou peut-être en Sicile et mort le 17 février 1575  à Guastalla), comte de Guastalla et duc d'Amalfi, prince de Molfetta, fut général de Philippe II. C'était un mécène qui établit sa propre société de gens de lettres en son palais de Mantoue.

## Biographie
Rejeton de la prestigieuse Maison de Gonzague, César de Gonzague est le fils aîné du condottiere Ferdinand Ier et d'Isabelle de Capoue. De sa mère, il hérita à titre personnel du duché d'Amalfi, et fut aussi duc d'Ariano et prince de Molfetta.
Le 21 mai 1558 il est nommé commandant en chef de l'armée espagnole en Lombardie par Philippe II. Le 12 mars 1560 il épouse Camille Borromeo, sœur du réformateur Charles Borromée et nièce du pape Pie IV.
César de Gonzague fut membre de l’Académie savante du Vatican, un cercle de lettrés proches du pape qui se réunissaient à la Villa Pia, par privilège du Vatican. C'était un homme cultivé qui, dans son somptueux palais de Mantoue constamment peuplé de lettrés et d'artistes, situé sur la place Dante, non loin du palais de l’Accademia Virgiliana, collectionnait tableaux, statuettes de marbre et de bronzes, médailles.
Il finit par créer son propre salon, l’Accademia degli Invaghiti, qu'il réunissait à Mantoue. En 1567 et 1568 il déplaça sa propre cour de Mantoue à Guastalla, où il devait demeurer jusqu'à sa mort. Il y fit de Francesco da Volterra son propre architecte et ingénieur. À sa mort, son fils Ferdinand II lui succéda.
Une de ses plus célèbres conquêtes féminines fut Diane de Cardona, qui, pour lui, rompit ses fiançailles avec Vespasien Gonzague.

## Descendance
César et Camille eurent deux fils :
- Ferdinand (1563-1630) ;
- Marguerite (1562-1618).

Il eut une fille naturelle, nommée Ippolita.